# Sonde capacitive
 (mai 2020).
Si vous disposez d'ouvrages ou d'articles de référence ou si vous connaissez des sites web de qualité traitant du thème abordé ici, merci de compléter l'article en donnant les références utiles à sa vérifiabilité et en les liant à la section « Notes et références ».
Une sonde capacitive est un capteur permettant de déterminer la permittivité diélectrique du milieu où elle est placée grâce à la mesure de sa capacité électrique. Elle est utilisée notamment dans l'industrie chimique, l'industrie agroalimentaire, pour déterminer la répartition de matières non miscibles et le niveau dans une cuve et dans l'agriculture pour mesurer le degré d'humidité des sols. Son principe repose sur la variation de la capacité électrique entre deux électrodes séparées par un matériau non conducteur. 

## Principe de fonctionnement du capteur
Lorsque deux électrodes sont séparées par un matériau isolant et qu'elles sont suffisamment proches, elles constituent un condensateur. Un condensateur se définit par sa capacité à stocker l'énergie, exprimée en Farads.Cette capacité dépend de nombreux facteurs dont la taille et la forme des électrodes, la distance qui les sépare et la nature de l'isolant qui les sépare, appelé le diélectrique, et notamment sa permittivité diélectrique. 
Lors de l'utilisation d'une sonde capacitive, tous les facteurs influant sur la capacité électrique sont connus ou constants, à l'exception de la permittivité diélectrique. Il est donc possible de déterminer la variation de la permittivité diélectrique en fonction de la variation de la capacité électrique qui est facilement mesurable au capacimètre. Ainsi, après étalonnage, il est possible de déterminer les modifications apportées à ce qui constitue le diélectrique. 
Dans l'industrie, ce diélectrique est constitué par le fluide présent dans la cuve, et par le gaz au dessus (air ou gaz neutre). Une variation de niveau du fluide se traduira donc par une variation de la capacité électrique. La mesure de cette capacité électrique sera directement traduite en mesure de niveau par l'instrument spécialisé utilisé. 
Dans l'agriculture, le diélectrique est constitué par la terre. La permittivité diélectrique de la terre variant notamment avec l'humidité qu'elle renferme, il est possible de déterminer ce degré d'humidité en fonction de la capacité mesurée. 
La fiabilité de la mesure est dépendante de la sensibilité de la sonde mais surtout de l'étalonnage, notamment dans le cas de la mesure d'humidité, la composition de la terre variant beaucoup en fonction du lieu. 

## Types de sondes capacitives

### Sonde de mesures de niveau dans une cuve
Le principe de mesure repose sur la variation de capacité d'un condensateur, avec la sonde et la paroi de la cuve qui forment un condensateur.
Ces capteurs transmettent leurs résultats à l'aide de différentes caractéristiques générales, tels que la sensibilité , la linéarité, la résolution, la finesse et les grandeurs d'influences. 
Ces caractéristiques générales dépendent du modèle de la sonde, mais aussi du liquide étudié et de la cuve contenant le liquide.
Cependant, certains points restent communs à toutes les sondes, par exemple, la sensibilité. En effet, cette dernière indique l'ampleur de la variation de la tension de sortie à la suite de la différence de distance entre la cible et le capteur. En général, il existe une sensibilité commune de 1V/0,1 mm, qui correspond, pour chaque changement de 0,1 mm, la tension de sortie changera de 1V. 
Grâce à cette étude de la sensibilité, nous pouvons obtenir une courbe de linéarité, qui nous permet d'observer si la relation entrée/sortie peut être approchée par l'équation d'une droite approchant au mieux la courbe d'étalonnage du capteur. 
En ce qui concerne la résolution (qui correspond à la plus petite variation du mesurante que le capteur est susceptible de déceler), les plus excellentes peuvent atteindre l'ordre du submicronique.
Du point de vue de la finesse (estimation de l'influence de la présence du capteur sur la valeur du mesurande), c'est la modification de l'environnement qui peut perturber la mesure. 
Enfin pour les grandeurs d'influence (grandeurs physiques autres que le mesurande, qui sont susceptible de modifier la sortie du capteur), la présence du capteur peut changer la température du liquide du fait de sa température, il peut aussi y avoir la présence d'une certaine humidité. Ces grandeurs peuvent influencer sur la réponse d'un capteur.  

#### Mise en place vis-à-vis des caractéristiques précédentes
On peut effectuer ces mesures de deux façons: 
- sonde en contact avec le fluide: Cette méthode s'effectue dans des boîtiers spéciaux en plastique ou métal. Ces boîtiers présentent une résistance chimique et mécanique élevée. Les sondes sont passées à travers une ouverture dans la paroi ou à l'intérieur du contenant. Les erreurs de commutation causées par l'encrassement  et la présence d'humidité sur la sonde, sont empêchées par l'électrode de compensation interne. 
- sonde non en contact avec le fluide: cette méthode est utilisée pour le calcul du niveau de fluides agressifs ou qui ne doivent pas être contaminés. C'est pourquoi il faut que la sonde soit capable de détecter les fluides à travers des parois non conductrices. De plus, il faut une  constante diélectrique et une conductivité élevée de la part du fluide, ce qui permettra une meilleure détection par la sonde à travers la paroi du contenant.  

### Sondes de mesure d'humidité du sol
Les  sondes  capacitives  permettent  de mesurer la présence d'eau  dans le sol. Cette information permet à l'exploitant agricole de gérer plus efficacement l'irrigation de ses cultures.
Il existe deux types de sondes : les sondes fixes et les sondes mobiles, que l'on déplace dans des tubes déjà implantés. 
Les sondes capacitives utilisées dans l'agriculture comportent en général plusieurs étages séparés de 10 cm, afin de déterminer également la répartition de l'humidité en fonction de la profondeur, ce qui est utile pour évaluer les ressources en eau d'un terrain. 
Les mesures relevées sont en général transmises à distance par modem GPRS, ce qui permet un suivi permanent sur l'ensemble des parcelles. 

## Principales familles de ce capteur
Ce capteur à sonde capacitive, appartient à la famille des capteurs de niveau. Dont le but est de connaître l'état de remplissage de récipients, c'est-à-dire, le niveau atteint par le produit dans la cuve. 
Dans cette grande famille de capteur de niveau, on compte sept sous familles: 
- à pression différentielle
- à sonde capacitive
- à tube de torsion
- à flotteur (par exemple poire de niveau)
- à rayon gamma
- à ultrasons
- par radar

Chacune fonctionne différemment, mais elles ont toutes le même objectif. 